# Utricularia polygaloides
Utricularia polygaloides — вид рослин із родини пухирникових (Lentibulariaceae). 

## Біоморфологічна характеристика
Трава. Ризоїди завдовжки до 3 см, залозисті. Столони до 2 см завдовжки, залозисті, малорозгалужені. Листові органи розміром до 12 × 0.5 мм, лінійні, поодинокі в основі стеблини та розкидані на столонах, 1-жилкові, на верхівці гострі чи тупі. Пастки у діаметрі до 1 мм, кулясті; рот базальний; придатки 2, прості, шилоподібні, волохаті. Суцвіття завдовжки до 26 см, у товщину ≈ 1.5 мм, голі, до 12-квіткових; квітки завдовжки до 9 мм. Частки чашечки 3.3–7 × 2–4.2 мм, від яйцеподібних до ланцетних; верхня частка від гострої до загостреної на верхівці; нижня частка дво- або тризубчаста або рідко загострена на верхівці. Віночок фіолетовий з білими прожилками; верхня губа 4–4.5 × 2–3 мм, довгаста чи зворотно-яйцювата, на верхівці тупа; нижня губа 5–6 × 3–4 мм, зворотно-яйцювата, в горлі волосиста, закруглена чи вирізана на верхівці; шпора за довжиною більш-менш дорівнює частці чашечки, конічна, спрямована донизу, загострена на верхівці. Коробочка розміром 3–6 × 2.5–3.5 мм, яйцювата, стиснута. Насіння ≈ 0.3 мм завдовжки, еліпсоїдне. Період цвітіння й плодоношення: листопада — лютий. n = 7.

## Середовище проживання
Зростає в Індії (Західна Бенгалія, Одіша, Мадх'я-Прадеш, Андхра-Прадеш, Таміл Наду, Карнатака і Керала), Шрі-Ланці.
Населяє вологі чи заболочені піщані ділянки, такі як пустки, морське узбережжя тощо, рідко на гравійних та кам'янистих ділянках; від рівня моря до 600 м.